# Roodkopblauwsnavel
De roodkopblauwsnavel (Spermophaga ruficapilla) is een zangvogel uit de familie Estrildidae (prachtvinken).

## Verspreiding en leefgebied
Deze soort telt 2 ondersoorten:
- S. r. ruficapilla: van de zuidoostelijke Centraal-Afrikaanse Republiek, zuidelijk Soedan en Oeganda tot Kenia, westelijk Tanzania, zuidelijk Congo-Kinshasa en noordelijk Angola.
- S. r. cana: oordoostelijk Tanzania.